# Jean Changenet

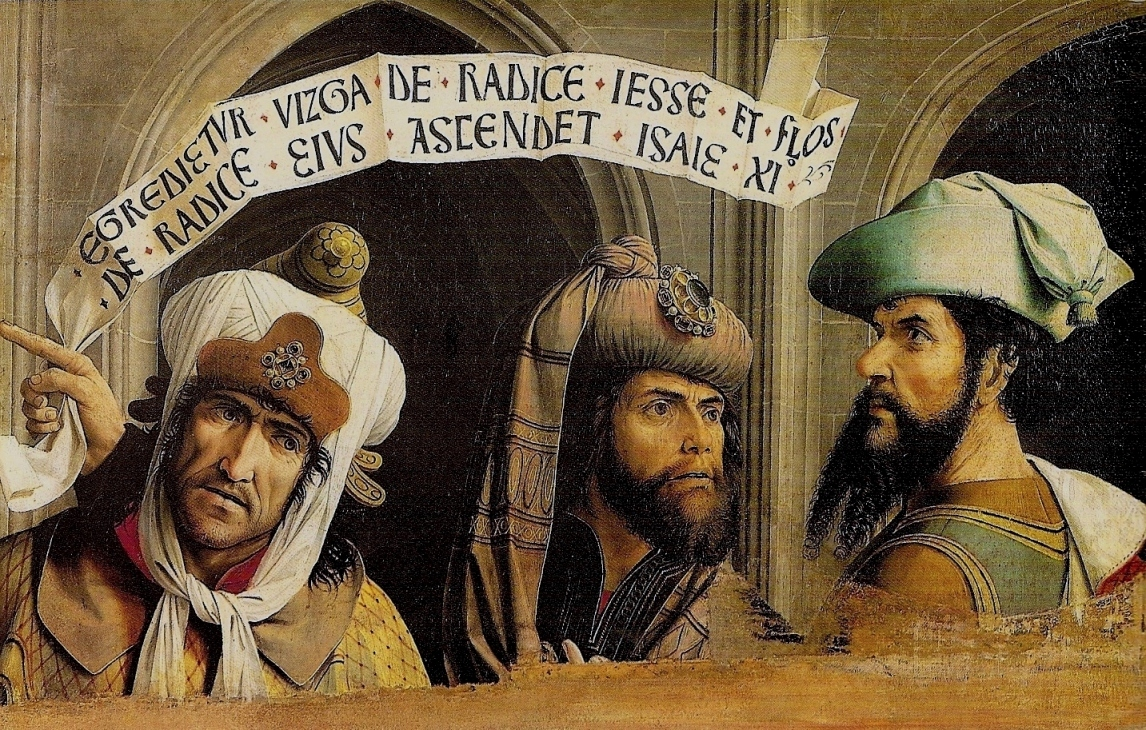
Drei Propheten

Jean Changenet († 1494) war ein französischer Maler. Er arbeitete in Dijon und Avignon. Aufgrund letztgenannter Wirkungsstätte wird er zur sogenannten zweiten Schule von Avignon gezählt, deren Mitglieder neben dem Ort ihre malerische Nähe zueinander (Lichthaltigkeit der Bilder, perspektivische Experimente, Interesse an Materialcharakterisierungen) eint.
1493 arbeitete der spanische Maler Juan de Nalda in seiner provenzalischen Werkstatt.
Jeans Tochter Michèle heiratete 1503 den Maler Josse Lieferinxe, ehemals als Meister des Saint Sébastien bekannt.

## Werke
- Drei Propheten, um 1484/95 (0,61 × 0,95 m, Öl auf Nussbaum; Paris, Musée du Louvre, Inv. Nr. 1992)[2]